# بادیاریخا
بادیاریخا (به لاتین: Badyarikha) یک رود در روسیه است که در یاقوتستان واقع شده‌است.